# Geneviève Hennet de Goutel
Geneviève Anne Marie Hennet de Goutel (n. 11 aprilie 1885, Paris, Franța – d. 4 martie 1917, Iași, România) a fost o învățătoare, acuarelistă și infirmieră franceză care a murit de tifos în timpul Primului Război Mondial în urma contactului cu bolnavii pe care-i îngrijea. 
A absolvit Școala de infirmiere de pe Rue des Peupliers a Crucii Roșii Franceze (cunoscută ca Société française de secours aux blessés militaires, abreviată S.S.B.M.) și a lucrat, după începerea Primului Război Mondial, ca infirmieră în spitalele militare din Franța. În toamna anului 1916 s-a alăturat Misiunii Sanitare Franceze din România, iar, după o scurtă perioadă în care a instruit infirmierele române la București, a lucrat la spitalul francez pentru boli contagioase, înființat de dr. Jean Clunet în apropiere de Iași, unde a murit de tifos, obținând statutul „Morte pour la France”. A fost decorată cu Croix de Guerre, cu Médaille d'honneur des épidémies și cu Crucea Regina Maria.

## Biografie
Geneviève Hennet de Goutel a fost cea mai mare dintre cele trei fiice ale Annei Marie Pauline Victorine Balze, cunoscută sub numele de Annie (1852-1918), și ale lui Alfred Pierre Émile Hennet de Goutel (1855-1935). Tatăl ei a fost șef de serviciu la Caisse des Dépôts et Consignations. Mama ei, profesoară titulară de desen la Paris, era fiica pictorului pe teme istorice Raymond Balze. Părinții Genevièvei s-au cunoscut în atelierul pictorului Ingres (1780-1867), ai cărui ucenici au fost în tinerețe. Ea a lăsat în urma ei o importantă operă literară și artistică, parțial inedită.
După ce a obținut diploma de învățătoare, profesie pe care nu o a practicat-o, Geneviève a urmat studii de filozofie, literatură și arte plastice. Pasionată de munte, ea s-a alăturat asociației Société des peintres de montagne (S.P.M.), expunându-și picturile în expozițiile organizate de S.P.M.

## Activitatea educativă și de caritate

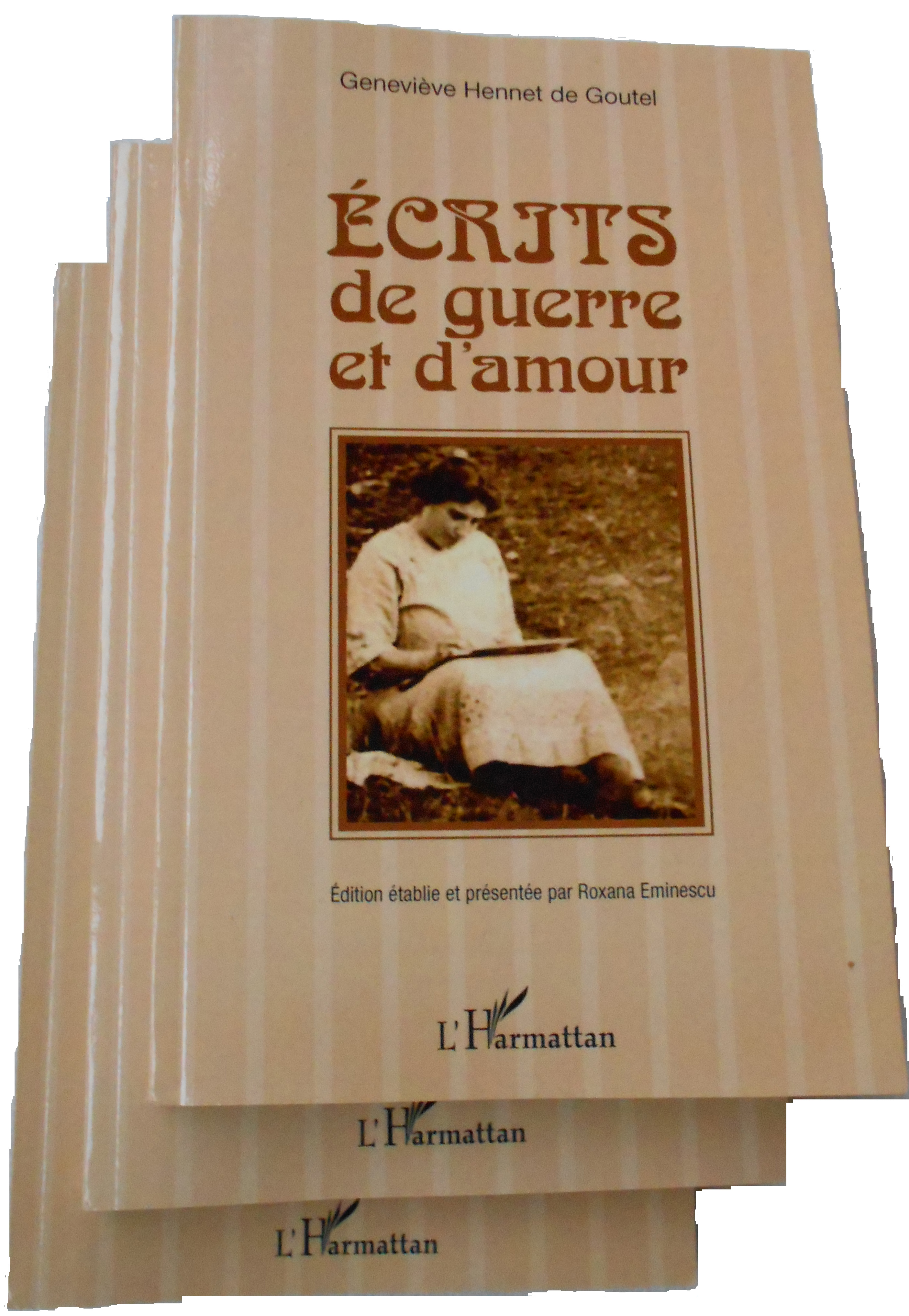
Geneviève Hennet de Goutel, Écrits de guerre et d’amour, L'Harmattan, 2017.

Dornică să se facă utilă celor mai defavorizați, s-a alăturat mișcării catolice socialiste franceze Le Sillon, care fusese fondată de Marc Sangnier pentru a ridica nivelul cultural și ideologic al muncitorilor. S-a ocupat de educarea meșteșugarilor și muncitorilor: a susținut prelegeri, a predat cursuri de pictură, muzică și broderie tinerelor fete și, pentru a strânge bani pentru taberele de vară ale mișcării, a pictat afișe pentru compania feroviară privată Compagnie des chemins de fer de Paris à Lyon et à la Méditerranée (PLM) și a organizat spectacole teatrale după propriile texte.
După ce papa Pius al X-lea a acuzat mișcarea Le Sillon de „modernism social” în scrisoarea pontificală Notre charge apostolique din 25 august 1910 și a determinat astfel dizolvarea ei, Geneviève s-a simțit dezamăgită și a hotărât să urmeze cursurile Școlii de infirmiere de pe Rue des Peupliers a Crucii Roșii Franceze (cunoscută ca Société française de secours aux blessés militaires, abreviată S.S.B.M.). La începutul Primului Război Mondial, ea a lucrat în spitalele militare din Laval și Nevers, iar în perioada septembrie-octombrie 1916 a condus un spital auxiliar.
În 1916, la îndemnul prietenilor francezi ai familiilor Bibescu și Brâncoveanu, ea s-a alăturat primei echipe sanitare franceze care a plecat în România după încetarea stării de neutralitate și intrarea acestei țări în război de partea Aliaților.

## Misiunea Sanitară Franceză
Misiunea Sanitară Franceză a fost o componentă a Misiunii Militare Franceze conduse de generalul Berthelot, ale cărei obiective erau reorganizarea, instruirea și reechiparea Armatei Române cu armament francez modern. Acest ajutor a fost solicitat de guvernul român, care s-a angajat să remunereze personalul conform standardelor salariale franceze, acordându-le, în plus, indemnizații de sosire, instalare, plecare și cazare.
Numărul medicilor francezi care au lucrat pe teritoriul României începând din toamna anului 1916 și până în vara anului 1917 a fost de aproape două sute. Cel mai tânăr medic avea 27 de ani, iar cel mai în vârstă medic avea 57 de ani. Unii medici au venit în România cu soțiile lor, care au muncit adesea cot la cot cu ei ca asistente. Printre acești medici, au fost mulți cercetători. Medicii francezi care au supraviețuit războiului au publicat la întoarcerea în patrie scrieri în care au descris experiențele de pe frontul românesc.

## Pe frontul românesc

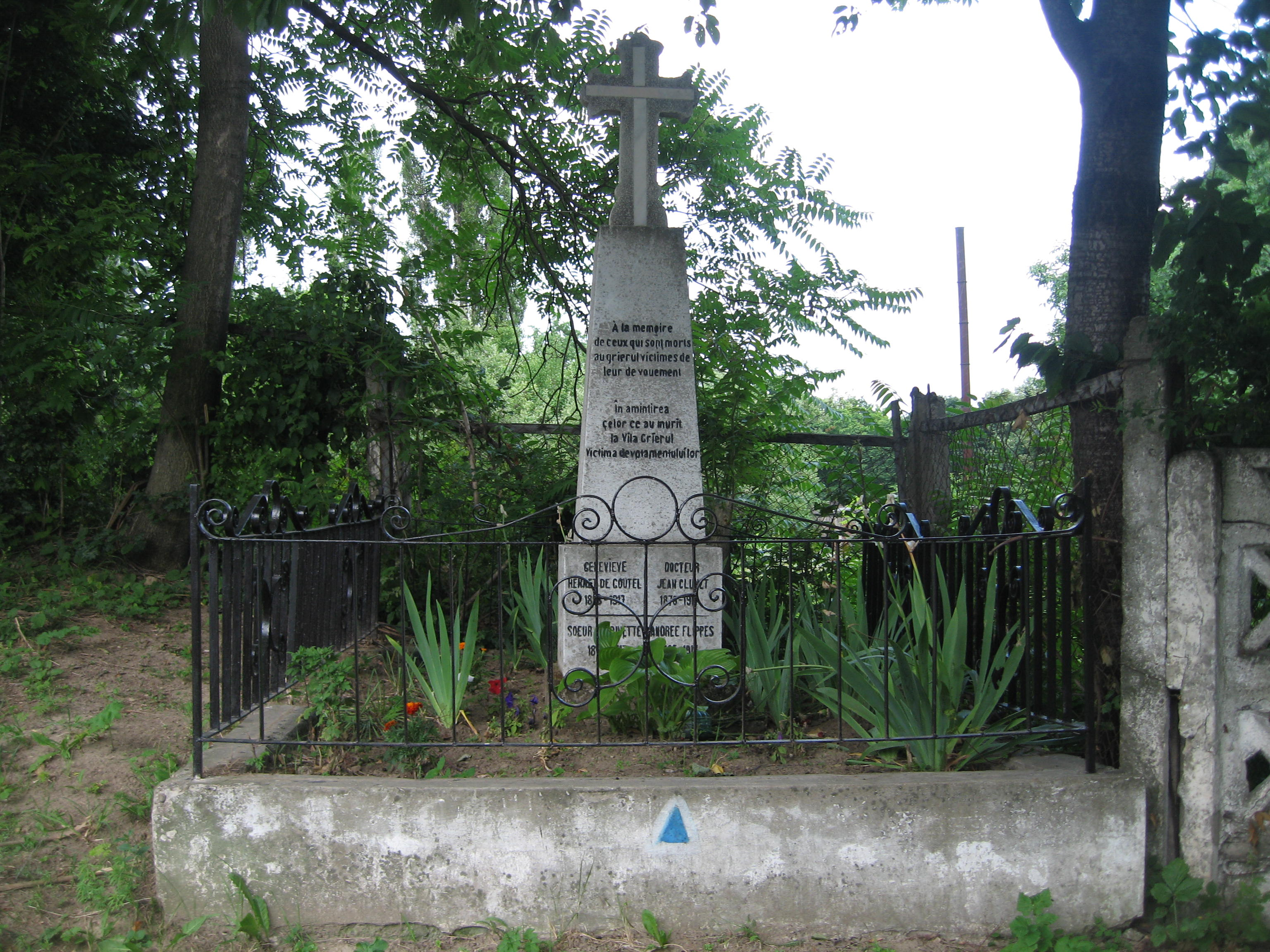
Monumentul doctorului Clunet din Bucium

Prima misiune a S.S.B.M. a fost înființarea Spitalului Francez din București, finanțat parțial printr-o subscripție lansată în ziarul Le Figaro. Geneviève Hennet de Goutel a avut sarcina să instruiască infirmierele române. Activitatea ei s-a întrerupt brusc, după ce Bucureștiul și regiunea sudică a României au ajuns în scurt timp sub ocupație germană. Instituțiile administrative românești și misiunile externe, la fel ca o mare parte a populației, s-au refugiat în regiunea de nord-est a țării, care a rămas liberă.
În apropierea Iașului, al doilea oraș românesc, dr. Jean Clunet, asistat de soția sa, Marguerite, și de infirmierele Geneviève Hennet de Goutel și Andrée Flippes de la Union des Femmes de France, a înființat un spital pentru boli contagioase la Vila Greierul (Le Grillon), unde au fost tratați pacienții cu tifos, o epidemie care a durat până în primăvara anului 1917. Geneviève, care mergea să caute bolnavii de tifos la gara din Iași, se ocupa cu triajul și a acordat îngrijiri fără a slăbi, a fost infectată la rândul său și a murit la 4 martie 1917, fiind urmată curând de infirmiera Alphonsine Julie (Andrée) Flippes (1885-1917) la 26 martie, de dr. Clunet (1878-1917) la 3 aprilie și de călugărița Antoinette Roux (1848-1917), soră de caritate a congregației religioase catolice Saint-Vincent-de-Paul. Un monument ridicat în fața fostului spital le aduce un omagiu.
Geneviève Hennet de Goutel a fost înmormântată la Paris, în diviziunea 10 a Cimitirului Montparnasse.
Jurnalul ei și scrisorile din timpul războiului au fost adunate într-un volum care a fost publicat în anul 2017.

## Decorații
- Croix de guerre cu frunză de bronz (Franța);[11]
- Médaille d'honneur des épidémies (Franța);[11]
- Ordinul „Crucea Regina Maria” (România).[11]

## Legături externe
- Véronique Leroux-Hugon - Geneviève Hennet de Goutel, Écrits de guerre et d’amour Arhivat în 14 noiembrie 2017, la Wayback Machine., pe site-ul APA - Association pour l'autobiographie et le patrimoine autobiographique, 16 octombrie 2017.
- Geneviève Hennet de Goutel, Écrits de guerre et d’amour, L’Harmattan, 2017 (extrase).
- 100e Anniversaire du début de la Grande Guerre (1914-1918), Les Cahiers de Charlotte, nr. 3, 2014 (Bulletin de l’Association Charlotte Sibi), Institut Français de Iași.
- Héros de la Grande Guerre au cimetière du Montparnasse, pe site-ul Cimetières de France et d’ailleurs de Philippe Landru. Accesat la 25 februarie 2018.